# Zudora
Zudora (o Twenty Million Dollar Mystery) è un serial muto del 1914 diretto da Howell Hansel e Frederick Sullivan. Seguito di The Million Dollar Mystery, serial di grande successo uscito in giugno e diretto dal solo Howell Hansel.

## Produzione
Il film fu prodotto dalla Thanhouser Film Corporation. Durante la lavorazione, ebbe diversi titoli: The Frozen Laugh e The Mystery of the Frozen Laugh.

## Distribuzione
Distribuito dalla Thanhouser Syndicate Corporation, il film uscì nelle sale cinematografiche USA il 21 novembre 1914. Ne venne curata una riedizione che venne distribuita negli USA il 10 febbraio 1919 con il titolo The Demon Shadow. Il film viene considerato perduto nella sua interezza: esistono delle copie incomplete (episodio 1 e 2) negli archivi della Library of Congress; (capitolo 1) all'Academy of Motion Picture Arts & Sciences; all'International Museum of Photography and Film at George Eastman House; al Film Preservation Associates (Blackhawk Films collection) e, in un positivo 8 mm (episodio 8) in una collezione privata.

### Episodi
1. The Mystic Message of the Spotted Collar o The Mystery of the Spotted Collar   USA 21 novembre 1914
2. The Mystery of the Sleeping House   USA 21 novembre 1914
3. The Mystery of the Dutch Cheese Maker    USA 28 novembre 1914
4. The Mystery of the Frozen Laugh o The Mystery of the Haunted Hills  USA 5 dicembre 1914
5. The Secret of the Haunted Hills o The Mystery of the Perpetual Glare USA 12 dicembre 1914
6. The Mystery of the Perpetual Glare o The Case of the McWinter Family  USA 19 dicembre 1914
7. The Mystery of the Lost Ships  USA 26 dicembre 1914
8. The Foiled Elopement USA 2 gennaio 1915
9. Kidnapped; or, The Mystery of the Missing Heiress  USA 9 gennaio 1915
10. Zudora in the $20,000,000 Mystery; or, The Gentlemen Crooks and the Lady  USA 16 gennaio 1915
11. A Message from the Heart USA 23 gennaio 1915
12. A Bag of Diamonds  USA 30 gennaio 1915
13. The Raid on the Madhouse; or, The Secret of Dr. Munn's Sanitarium USA 6 febbraio 1915
14. The Missing Millions USA 13 febbraio 1915
15. The Ruby Coronet USA 20 febbraio 1915
16. The Battle on the Bridge USA 27 febbraio 1915
17. The Island of Mystery USA 6 marzo 1915
18. The Cipher Code USA 13 marzo 1915
19. The Prisoner in the Pilot House  USA 20 marzo 1915
20. The Richest Woman in the World USA 27 marzo 1915